# Jerini
De Jerini zijn een neotropische geslachtengroep van vlinders in de familie van de dikkopjes (Hesperiidae).
Deze geslachtengroep bevat alleen het monotypische geslacht Jera Lindsey, 1925.